# Luzia

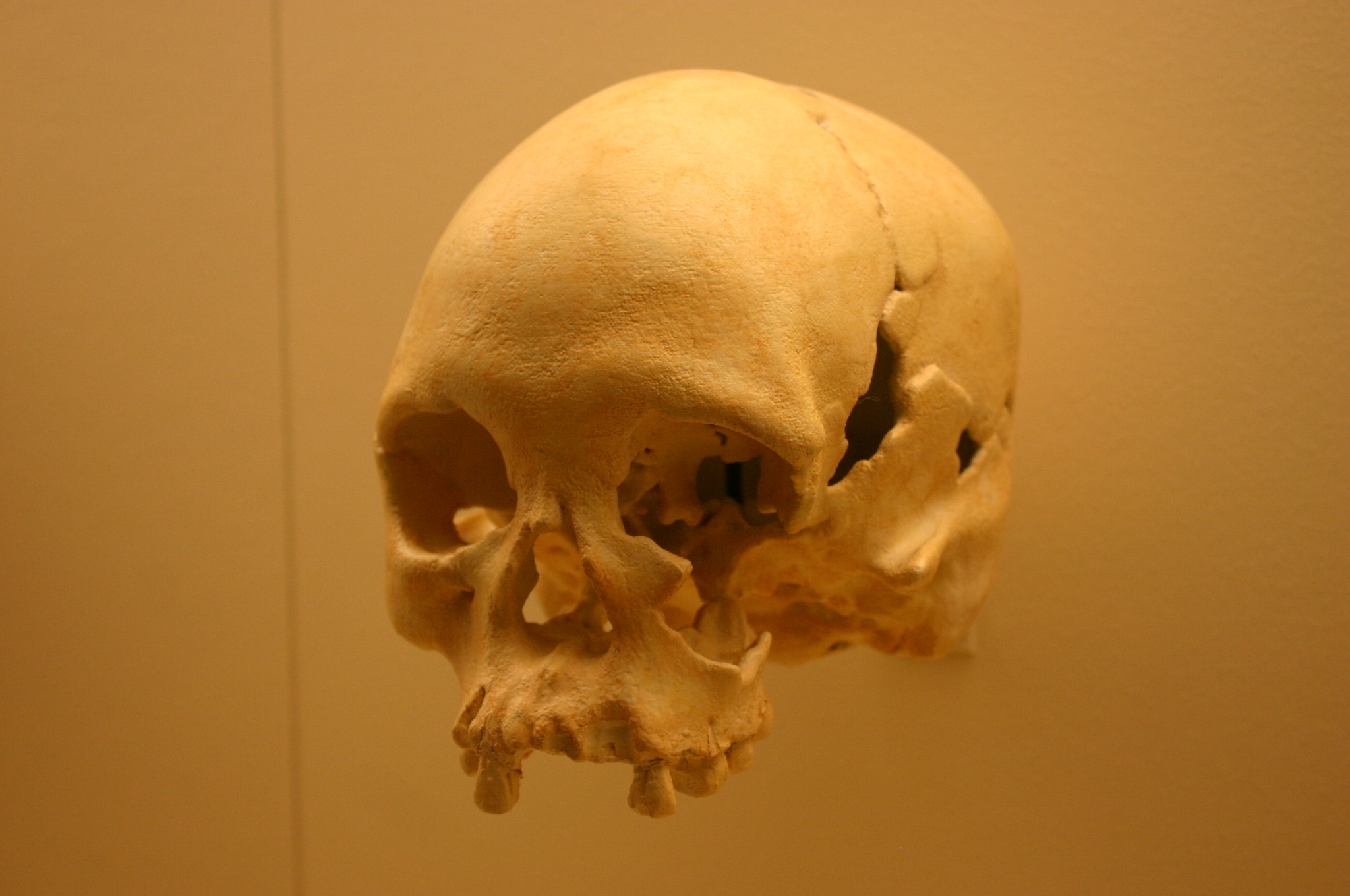
Czaszka szkieletu w Muzeum Historii Naturalnej w Waszyngtonie

Luzia – nazwa szkieletu paleoindiańskiej kobiety, pochodzący z paleolitu górnego. Jeden z najstarszych szkieletów paleoindiańskich odnalezionych na terenie obu Ameryk. Szkielet został odkryty w 1975 roku na stanowisku archeologicznym Lapa Vermelha w Lagoa Santa (Brazylia) przez francuską archeolog Annette Laming-Emperaire.

## Odkrycie
Prace archeologczine na stanowisku w Lapa Vermelha były prowadzone przez brytyjsko-francuski zespół archeologów pod kierownictwem Annette Laming-Emperaire w latach 1973–1976. Szkielet Luzii został odkryty na stanowisku Lapa Vermelha IV, które zlokalizowane było w jaskini. Oprócz szkieletu kobiety natrafiono również na kilka artefaktów oraz skamieniałości kopalnych ssaków. Na stanowisku nie natrafiono na inne ludzkie szczątki. Wiek szkieletu został określony za pomocą datowania radiowęglowego na 10 030 (±60) lat BP.

## Analiza szkieletu

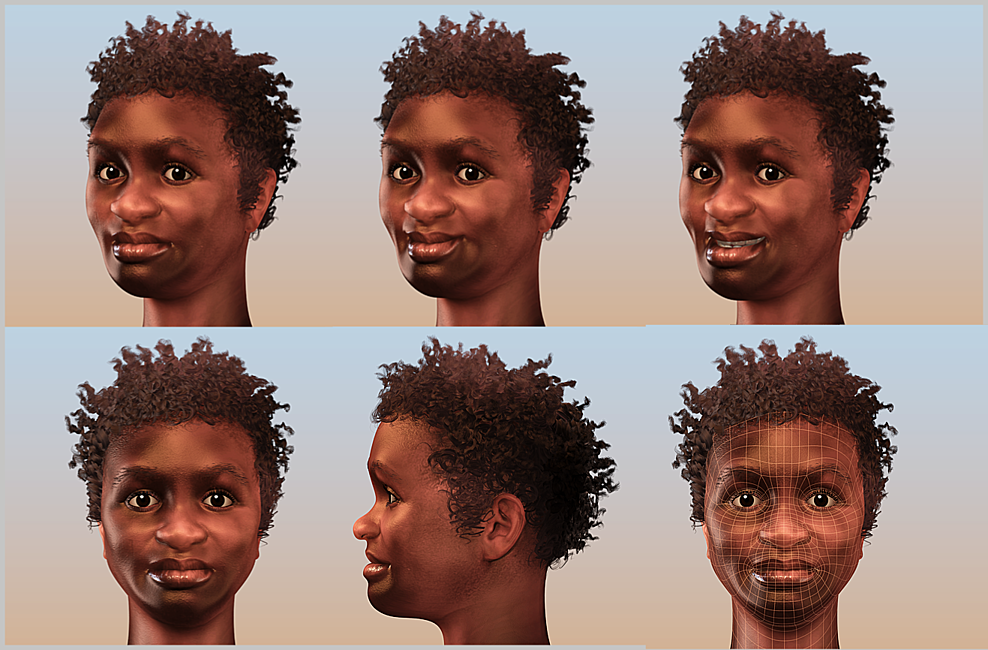
Rekonstrukcja twarzy szkieletu

Szkielet należał do kobiety w wieku 20–25 lat, która mierzyła 150 cm wzrostu. Zachowało się tylko około jednej trzeciej części szkieletu. Na podstawie zachowanego szkieletu przypuszcza się, że kobieta zginęła w wyniku wypadku lub ataku zwierzęcia. Należała do ludu zbieracko-łowieckiego.
Budowa czaszki charakteryzuje się wąskim i owalnym kształtem, wystającą twarzą oraz mocno zarysowanym podbródkiem. Budowa czaszki szkieletu jest uderzająco odmienna od budowy czaszek większości rdzennych Amerykanów i przodków pochodzących z Syberii. Cechy czaszki szkieletu są podobne do budowy czaszek Negroidów, Aborygenów australijskich, Melanezyjczyków oraz Negrytów z Azji Południowo-Wschodniej. Antropolog Walter Neves z Universidade de São Paulo, sugeruje że cechy budowy czaszki Luzia najbardziej przypominają budowę czaszki Aborygenów australijskich. Z kolei Richard Neave z University of Manchester, który przeprowadził rekonstrukcję twarzy kobiety, scharakteryzował ją jako przedstawicielkę grupy Negroidów.

## Pochodzenie
Uważa się, że przodkowie ludów paleoindiańskich mogli pochodzić z terenów Azji Południowo-Wschodniej i około 15 000 lat temu zaczęli przybywać do Ameryki. Najstarsze ślady bytowania człowieka w obu Amerykach liczą 18 500–14 500 lat BP i pochodzą ze stanowiska archeologicznego Monte Verde w Chile. Przypuszcza się, że ludy z Azji Południowo-Wschodniej mogły migrować poprzez drogę morską wzdłuż archipelagu Wysp Kurylskich, aż do wybrzeża lądu Beringia i zasiedlać zachodnie wybrzeże obu Ameryk podczas zlodowaceń plejstoceńskich.